# Liste de guitaristes jouant sur Gibson
Vous pouvez aider à l'améliorer ou bien discuter des problèmes sur sa page de discussion.
- Il peut contenir un travail inédit ou des déclarations non vérifiées. Vous pouvez l’améliorer en ajoutant des références. (Marqué depuis décembre 2018)

Vous pouvez aider à l'améliorer ou bien discuter des problèmes sur sa page de discussion.
- Il ne cite pas suffisamment ses sources. Vous pouvez indiquer les passages à sourcer avec {{référence nécessaire}} ou {{Référence souhaitée}}, et inclure les références utiles en les liant aux notes de bas de page. (Marqué depuis décembre 2018)

- Archive Wikiwix
- Bing
- Cairn
- DuckDuckGo
- E. Universalis
- Gallica
- Google
- G. Books
- G. News
- G. Scholar
- Persée
- Qwant
- (zh) Baidu
- (ru) Yandex
- (wd) trouver des œuvres sur Wikidata

Ceci est une liste alphabétique des guitaristes ayant ou ayant eu une utilisation remarquable d'une Gibson. Compte tenu de l'immense popularité de ces guitares, ne seront retenus que les artistes ayant une influence au long cours sur la pratique de l'instrument, dont l'usage des modèles cités revêt une importance particulière et digne d'intérêt pour les modèles de la marque, ceux possédant un exemplaire particulièrement unique de guitare ou encore ceux pour qui il existe un modèle « Signature ».
- Haut – A
- B
- C
- D
- E
- F
- G
- H
- I
- J
- K
- L
- M
- N
- O
- P
- Q
- R
- S
- T
- U
- V
- W
- X
- Y
- Z

## A
- Duane Allman : neuvième du classement Les 100 plus grands guitaristes de tous les temps selon Rolling Stone, il jouera durant sa trop courte carrière (décès accidentel en 1971) sur trois Gibson Les Paul (Gibson '57 Goldtop Les Paul, Gibson '59 Tobacco Sunburst Les Paul et Gibson '61 Les Paul Std (SG)). Spécialiste de la guitare slide, on peut l'entendre jouer entre autres sur le live At Fillmore East des Allman Brothers Band (reconnu comme un sommet du genre et 49e du classement "Les 500 plus grands albums de tous les temps selon Rolling Stone") et sur l'album Layla and Other Assorted Love Songs de Derek & The Dominos, dans lequel il répond à la Stratocaster d'Eric Clapton[1].
- Billie Joe Armstrong : Le leader de Green Day utilise plusieurs Les Paul Junior Vintage des années 1950 mais a joué sur une Les Paul Standard pour l'enregistrement des solos de l'album « American Idiot ». Il utilise aussi des SG, une ES-335, une acoustique J-45 et une J-180. Il a une très grande collection de Gibson (Junior, Standard, Studio, Custom). Gibson a produit un modèle  « Les Paul Junior Signature Billie Joe Armstrong ».
- Chet Atkins : Après avoir joué pendant longtemps sur des Gretsch, il a signé, au milieu des années 1980, un contrat avec Gibson, qui a produit une série électro-acoustique Chet Atkins, un modèle Country Gentlemen et un modèle Tennessean.

## B
- Jeff Beck : Il a utilisé différentes Les Paul dont une que lui avait procuré Seymour Duncan. Cette guitare utilisée dans l'enregistrement de l'album « Blow By Blow » était à l'origine une « Goldtop » de première génération avec 2 micros Single coil et un combiné chevalet-cordier Wrap-over. Les micros ont été changés pour des Humbuckers open coil (sans capot)[2].
- Chuck Berry : Il a commencé sa carrière avec une ES-350T, puis a utilisé des ES-345 et ES-355[3].
- Louis Bertignac : Louis Bertignac est un musicien français. Il fut guitariste du groupe de rock français Téléphone et joue toujours sur une Gibson Les Paul Junior 1964 micro P-90 (type SG, mais qui s'appelait encore « Les Paul ») achetée pour 20 $ à la fin d'un voyage aux États-Unis - La guitare de référence, la fameuse SG. Plusieurs fois réparée, notamment au niveau de la tête, elle a surtout vu sa touche rallongée à 27 cases (contre 22 habituellement)
- Dickey Betts : Au début de l'Allman Brothers Band, jouait sur une Gibson SG 1961, qu'il a offert à Duane Allman en 1971. Il a alors employé une Gibson Les Paul green top de 1957. Il est aussi célèbre pour l'utilisation d'un Goldtop, l'appelant « Goldie ».
- Ritchie Blackmore a joué sur Gibson ES-335 rouge bordeaux jusqu'à la fin des années 1960, puis s'est acheté une Fender Stratocaster après avoir vu jouer Jimi Hendrix en concert en 1970.
- Mike Bloomfield : Au milieu des années 1960, tout comme Clapton en Europe, Bloomfield a été, de l'autre côté de l'Atlantique, un des acteurs majeurs de la « réhabilitation » des Les Paul dans l'esprit des guitaristes.
- Joe Bonamassa possède un nombre incalculable de Les Paul (entre autres), il joue en général sur des "Historics V.O.S 1959" fabriquées par le "Custom shop" Gibson. On peut l'entendre jouer avec une Les Paul sur quasiment tous ses disques car c'est un des instruments qu'il affectionne le plus.
- Grace Bowers : Guitariste américaine jouant sur une Gibson SG de 1961. Leader du groupe Grace Bowers and The Hodge podge.
- Jack Bruce : Le bassiste des Cream est probablement celui qui a utilisé le plus souvent des basses de la marque Gibson, notamment plusieurs EB-3 durant les années 1960 et le début des années 1970. Lorsqu'en 2005 le groupe s'est reformé pour un concert au Royal Albert Hall, il a « ressorti » une EB vintage des années 1950.
- Buckethead possède une Gibson Les Paul blanche avec un corps plus grand que l'original et sans repères sur la touche. Un modèle signature est actuellement produit par Gibson.
- Bernard Butler : Guitariste de Suede jusqu'en 1995, ce jeune prodige possède plusieurs Gibson, dont une superbe ES355 de 1959 et une Les Paul de 1980.

## C

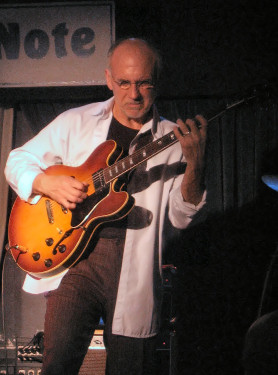
Larry Carlon jouant une ES-335

- Larry Carlton : Il utilise une ES-335 Sunburst de 1968, occasionnellement une Les Paul Special de 1956 et une L5 de 1963. Gibson a produit un modèle « Larry Carlton Signature »[4] pour celui qu'ils nomment « Monsieur ES-335 ».
- Charlie Christian : Considéré comme un des précurseurs de l'utilisation d'une « guitare électrifiée », il a inventé une nouvelle façon de jouer de cet instrument. Il utilisait un modèle ES-150 qui est maintenant communément appelé « modèle Charlie Christian ».
- Eric Clapton : Il a beaucoup joué sur des Les Paul, des SG dans la période « Cream » et des ES-335 avant d'utiliser presque exclusivement des Fender Stratocaster. Il est généralement admis qu'il a été un des principaux acteurs de l'engouement des guitaristes pour la Les Paul. Dans la chanson « While My Guitar Gently Weeps » de l'album « Blanc » des Beatles, il utilisa une Les Paul « Goldtop cherry » dont il fit cadeau à George Harrison après les sessions d'enregistrement. Le Gibson Custom Shop produit un modèle « Eric Clapton ES-335 Signature »[5].
- Billy Corgan : Guitariste et chanteur des Smashing Pumpkins, on le voit notamment sur la tournée de Mellon Collie and the Infinite Sadness avec une Gibson SG. Pendant l'année 1997, il n'a joué quasiment que sur une ES-335 noire et a privilégié en 2000 une Les Paul Junior.
- Graham Coxon: Guitariste de Blur ayant déserté le groupe entre 2002 et 2009. Il joue beaucoup sur télécaster (principalement une Custom noire) mais c'est également un grand amateur de Gibson : Les Paul Custom sunburst, Les Paul Gold Top montée en p. 90 et ES335 tobacco burst.
- Kurt Cobain: Guitariste, chanteur de Nirvana s'étant suicidé en 1994. Il a joué sur une Gibson SG qu'il avait repeinte en Sonic Blue dans les années 1980.

## D
- Bob Dylan : L'auteur-compositeur-interprète a presque toujours utilisé pour s'accompagner, au cours de sa longue carrière, des modèles acoustiques Gibson tels que J-50, J-200, J-180 ou J-45.
- Jakob Dylan : le leader du groupe The Wallflowers utilise depuis ses débuts des modèles acoustiques Gibson tels que J-50 (sur laquelle il a composé la majorité de ses chansons), J-45, B-25 ainsi que des modèles électriques à savoir l'ES-330TD ou encore l'ES-175.

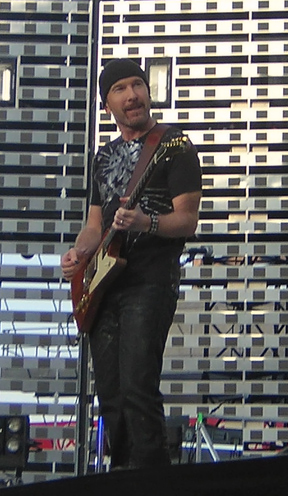
The Edge avec une Explorer en 2005.

## E
- Duane Eddy : Celui que l'on surnomme aimablement « The King of Twang Guitar » a utilisé plusieurs modèles différents de guitares Gibson au cours de sa carrière. Gibson lui a fait un modèle « Duane Eddy Signature »[6].
- The Edge : Le guitariste de U2 possède lui-même une belle collection de Gibson qui, au fil des années, ont fait le succès du groupe : 1976 Gibson Explorer, 1975 Gibson Les Paul Custom White finish. Gold knobs et Black knobs, Gibson Les Paul Goldtop, 2005 Gibson Les Paul Standard Music Rising, 1966 Gibson SG Heritage cherry finish, utilisée pour les versions live de "Elevation", 1966 Gibson SG Pelham blue finish. Backup to the Heritage cherry SG, Gibson J-200 natural finish, Gibson J-200 Pete Townshend Model (2) natural finish, 1997 Gibson ES-175 sparkle blue finish (Bono's) Edge joue avec sur la vidéo "The Ground Beneath Her Feet", Gibson ES-330 tobacco finish, Gibson ES-335 Tobacco finish, Gibson Sonex-180 Deluxe Black finish, utilisée brièvement durant les October festival shows puis remplacée par la 1975 Gibson Les Paul Custom. Gibson Byrdland vue sur différentes archives du film Rattle & Hum.

## F
- Don Felder : Ses talents vont bien au-delà du solo sur Hotel California des Eagles. Spécialiste du bottleneck, il a toujours été fidèle aux Les Paul, mais jouant parfois en concert sur une SG double manche du Gibson Custom Shop, qui lui a dédié, en 2010, une édition limitée de Les Paul Signature et une EDS-1275.
- John Fogerty : Principalement connu pour avoir été leader du groupe Creedence Clearwater revival, il utilisa aux prémices du groupe une Gibson ES-175 qui fut volée puis remplacée par une Les Paul. Par la suite, Forgerty utilisa principalement deux autres Les Paul, une avec un chevalet standard, l'autre avec un vibrato style Bigsby. Durant sa carrière solo, il continua entre autres à utiliser des Les Paul de chez Gibson, dont une Les Paul Jr. et une Les Paul Goldtop Reissue.
- Peter Frampton : Ce guitariste charismatique des années 1970 a toujours utilisé des Les Paul et plus particulièrement des modèles « Custom » à 3 micros. Gibson a produit 2 modèles « Les Paul Peter Frampton Signature ».
- Ace Frehley : Le guitariste de Kiss a beaucoup utilisé une Les Paul Custom Vintage à 3 micros. Il utilise aussi un modèle Les Paul Standard ainsi qu'un modèle double manche EDS-1275. Gibson a produit jusqu'en 2001 un modèle « Les Paul Ace Frehley  Signature ».
- Robert Fripp : Guitariste et seul membre permanent du groupe de rock progressif King Crimson, il utilise principalement deux Les Paul de '57 et '59 et possède également un modèle de Les Paul à son nom (Crimson Guitars Robert Fripp Signature).
- John Frusciante : Le guitariste des Red Hot Chili Peppers utilise une Gibson Les Paul 1969 Custom Black Beauty 2 pickup.

## G
- Eric Gale : guitariste de session polyvalent au style économe et néanmoins musclé, très sollicité à partir de la fin des années 1960, il a surtout joué sur L5 et Super 400.
- Noel Gallagher : L'homme de tête du groupe Oasis possède plusieurs modèles de Gibson Les Paul, qu'il a utilisés principalement pendant les années 1998-2002. On le voit notamment jouer dessus lors du concert enregistré sur le DVD de Familiar To Millions au Wembley Stadium, le 21 juillet 2000. Étant un grand fan des Gibson, il a précisé régulièrement qu'étant jeune, il possédait déjà le modèle Epiphone Les Paul, copie moins onéreuse de la Gibson. Depuis peu, il utilise la Gibson ES-335
- Jerry Garcia : Avant d'utiliser des guitares de luthiers, le guitariste emblématique du groupe Grateful Dead jouait presque exclusivement sur des Gibson SG.
- Billy Gibbons : Le guitariste Texan a utilisé des Les Paul avant ses guitares personnalisées à la cosmétique parfois un peu excentrique. Sa préférée, une « Standard 1959 », se nomme « Pearly Gates ». Il a fait l'acquisition d'une quantité de « Standard 58-59 », afin de prendre les meilleurs éléments pour en faire une « Pearly Gates » bis, en vain. Il joue dans le célèbre groupe ZZ Top.
- David Gilmour : Le mythique guitariste de Pink Floyd a utilisé une Les Paul Gold Top dotée de P90 pour le solo de Another Brick In The Wall Part II, sur l'album, mais également lors de la tournée The Wall Live de 1980-1981. Le solo de Comfortably Numb a également été enregistré sur une Gibson Les Paul, mais est joué en concert sur une Fender Stratocaster. L'instrumental 5 A.M. qui ouvre l'album "Rattle that Lock" est joué sur une autre Les Paul Gold Top, équipée de P90 et d'un vibrato Bigsby.
- Jimmy Gourley : il a joué durant toute sa carrière sur une Gibson ES-150 des années 1936-1938.
- Peter Green : Guitariste de John Mayall à la suite de Clapton, puis fondateur de Fleetwood Mac, il possédait une Les Paul '59 Sunburst. Sa guitare avait un son nasal particulier et aérien, dû à l'inversion de la polarité du micro manche. Il a ensuite cédé sa guitare à Gary Moore.
- Jean-Jacques Goldman : le chanteur français a notamment utilisé deux Gibson notables, une Les Paul achetée d'occasion dans les années 1970, qui a été réparée, cette Les Paul était sa guitare de bal et celle qu'il utilisait sur ses premières tournées. Dans la deuxième moitié des années 1980, il utilise une Gibson SG Spécial modifiée, remplaçant le chevalet de base par un Schaller 451 et un bloque corde est ajouté. Elle a été volée au cours de la tournée de 1988, le dernier soir du Zénith et miraculeusement retrouvée par un des musiciens de Goldman, il témoigne sur cette guitare "Compagne de plusieurs tournées, docile, facile, kidnappée un jour, récupérée par miracle sans rançon"[7]. Il utilise plusieurs Les Paul et SG ensuite. Enfin, il possède une J-45 et une Firebird.

## H
- Kirk Hammett : Le soliste de Metallica possède une impressionnante horde de guitares, et que ce soit sur scène ou en studio, il a beaucoup utilisé de Les Paul. Le Gibson Custom Shop lui a produit une Les Paul Noire à l'époque du Black Album et lors des tournées telles que le « Cunning Stunts ».[réf. nécessaire]
- George Harrison : Le Beatles aimait bien troquer ses habituelles Gretsch et autres Rickenbacker pour la Les Paul « GoldTop » à la peinture grattée et teintée rouge que lui avait offert Eric Clapton, jusqu'à ce qu'il se la fasse voler[8]. Il utilisait aussi des modèles SG Standard, ES-345 TD, J-160 E et J-200.
- Jimi Hendrix : Plutôt connu pour avoir joué sur des Fender Stratocaster, Jimi Hendrix est souvent apparu sur scène avec une Gibson Flying V en 1970. Un modèle 68' noir et blanc à l'accastillage doré, puis un modèle orné de motifs tribaux dont Gibson a depuis sorti une réédition. Il a également utilisé une SG Custom couleur crème.
- James Hetfield : De même que son confrère Kirk Hammett, on peut observer une impressionnante collection de guitares de sa part. Plus récemment on constate une plus grande fréquence d'apparition des Gibson lors des concerts, dont une superbe Les Paul Noire incrustée d'une Croix de Malte. Cet instrument a été copié par Esp puis vendu en tant que guitare signature, l'originale étant la gibson.
- Steve Howe : Le guitariste du groupe Yes possède une impressionnante collection de guitares. Sur scène et en studio, il a beaucoup utilisé un modèle ES-175 et un modèle double manche EDS-1275. Le Gibson Custom Shop produit un modèle « Steve Howe ES-175 Signature »[9].
- Steve Hackett : guitariste principal du groupe anglais Genesis de 1971 à 1977, toujours armé en studio ou sur scène d'une Les Paul pour produire le sustain et le legato caractéristiques de ses solos (comme ses interventions dans Firth of Fifth, sur l'album Selling England by the Pound, 1973).

## I
- Tony Iommi : Le guitariste gaucher de Black Sabbath a presque toujours utilisé des Gibson SG. Le Custom Shop de la marque a produit un modèle « SG Tony Iommi Signature » jusqu'en 2003.

## J
- Robert Johnson : Celui qui est devenu la « légende » du Delta blues utilisait une L-1. Le Gibson Custom Shop produit un modèle « Robert Johnson L-1 Signature »[10].
- Steve Jones : le guitariste des Sex Pistols joue sur des Les Paul depuis ses débuts. Junior fin 1976 (Anarchy Tour), Custom noire fin 1977, bleue en 1996 ou blanche avec stickers de pin-ups sur la table, qui est la plus connue de toutes celles qu'il a utilisé. Elle lui fut offerte par son manager de l'époque, Malcolm Mc Laren, et vient de Sylvain Sylvain, guitariste des New York Dolls. Il joue ensuite sur une Custom de couleur jaune, toujours décoré des fameuses "pin-ups". Un modèle "reissue" vient de voir le jour chez Gibson, en édition limitée

## K
- Terry Kath : chanteur et guitariste de Chicago Transit Authority, dont Hendrix disait qu'il le considérait meilleur que lui[réf. nécessaire], utilisait une SG standard rouge.
- Albert King : Le chanteur-guitariste de blues gaucher utilisait des guitares de droitier sans en changer la disposition des cordes, contrairement à Jimi Hendrix par exemple. Cette façon de jouer « à l'envers » donnait à son jeu un style très particulier. Ses guitares favorites étaient des modèles Flying V.
- B.B. King : Légende du blues, le compositeur-chanteur-guitariste utilisait pendant de très nombreuses années des guitares, sur la base du modèle ES-355, personnalisées par Gibson, spécialement pour lui. Gibson produit et commercialise un modèle « B.B. King Signature »[11]. Ses guitares s'appelaient "Lucille" en souvenir d'un soir de 1949, dans un bal de l'Arkansas durant lequel une bagarre éclata entre 2 hommes pour une femme prénommée Lucille. Durant cette bagarre, le poêle à pétrole fut renversé enflammant la salle du bal. Tout le monde dû évacuer les lieux. B.B. King retourna au milieu des flammes récupérer sa guitare. Depuis cet événement, ses guitares s’appelèrent "Lucille".
- Freddie King : Colosse texan au jeu puissant et dynamique, ce guitariste de blues jouait sur Les Paul, ES335 ou ES355.
- Mark Knopfler : Ce guitariste, qui a construit sa notoriété en tant que soliste du groupe Dire Straits, s'est surtout illustré comme spécialiste de la Fender Stratocaster, mais donne la préférence à une Les Paul Standard 58 pour certains de ses morceaux, en particulier Money for Nothing qui exploite la puissance saturante de l'instrument.
- Robby Krieger : Le guitariste des Doors ne jouait, à l'époque du groupe, que sur une SG 1961 avec deux micros P-90 et un vibrato Vibrola. Il utilisait aussi une Les Paul bleue pour le jeu au bottleneck sur des titres comme Moonlight Drive ou Wild Child. Il joue aujourd'hui sur une SG Angus Young Signature.
- Chad Kroeger : Guitariste-Chanteur du groupe canadien Nickelback, Gibson lui a fait l'honneur d'un modèle signature, sur lequel il joue le plus souvent.
- Tom Kaulitz : Guitariste de Tokio Hotel. Possède de nombreuses Gibson qu'il utilise souvent en concert. ( En général Les Paul et Flying V )

## L
- Andrew Latimer : Le guitariste soliste du groupe Camel a pour prédilection deux guitares Gibson. Sa préférée est une Gibson Les Paul et sa seconde préférence est une Gibson Burny Super Grade qui est une réédition en 1981 d'un modèle de légende de Gibson Les Paul de la fin des années 1950.
- Alvin Lee : Le guitariste soliste du groupe Ten Years After révélé au grand public au festival de Woodstock en 1969 a presque toujours utilisé une ES-335 « customisée » rouge recouverte d'auto-collants, surnommée « Big Red ». Gibson produit plusieurs modèles signature dont une « Alvin Lee Big Red ES-335 Signature »[12].
- John Lennon, qui fit monter un micro Charlie Christian en position grave sur sa Les Paul Junior au côté du P-90 original. Gibson a sorti une reproduction de cette guitare.
- Franco Luambo Makiadi : un des plus grands solistes africains dont le meilleur de la République Démocratique du Congo, novateur de la musique congolaise, jouait avec la fameuse Les Paul de Gibson.

## M

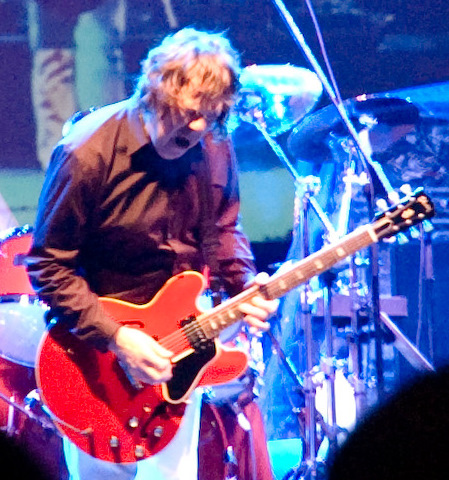
Gary Moore jouant une ES-335

- Daron Malakian : il n'emploie aujourd'hui pratiquement que des Gibson SG de couleur rouge ou blanche
- Harvey Mandel : fidèle à la Les Paul, c'est un des premiers spécialistes du tapping à deux mains en rock
- Bob Marley : il utilisait essentiellement une Les Paul Special qui serait dit-on enterrée avec lui.
- Johnny Marr : Guitariste des Smiths entre 1982 et 1987, Johnny Marr jouait (entre autres…) à cette période sur une Gibson ES 355 rouge de 1959. Grand amateur de demi caisse, sa collection comprend également plusieurs ES 335-12, une ES 295 de 1952, des Les Paul et une Epiphone Casino 1967 immortalisée par le riff de "How soon is now".
- Mick Mars : Guitariste de Mötley Crüe, possède une Gibson Les Paul Custom, une autre Les Paul avec un chevalet floyd rose, une Flying V et une Gibson Chet Atkins SST 12-String.
- Brian Molko : le chanteur - guitariste de Placebo possède plusieurs Gibson SG ainsi que divers autres modèles de la marque.
- Wes Montgomery : Il a commencé sa carrière avec une ES175 puis a opté ensuite pour le luxueux modèle L-5CES. Gibson produit actuellement un modèle « Wes Montgomery L-5CES Signature ».
- Gary Moore : Il possédait un modèle chargé d'histoire. Il s'agit d'une Les Paul « Sunburst 1959 » que le guitariste a acheté à Peter Green vers 1970. Alors qu'à ce moment-là, le prix des Sunburst 58 et 59 atteignait déjà des sommets, une petite histoire raconte que Moore aurait proposé à Green de lui échanger sa SG contre la Sunburst 59, en mettant une somme d'argent en plus. Green lui aurait répondu : vends ta SG et donne-moi l'argent de la vente, ça sera Ok. Par la suite, Moore a un peu contesté cette histoire et Green ne se souvient pas. Cette guitare, au son très distinctif, a le micro-manche hors phase (monté à l'envers). En 2006, elle a été vendue à un collectionneur privé. Enfin, c'est le guitariste de Metallica Kirk Hammett qui l'achetat en 2014 et l'utilise depuis régulièrement dans ses tournées[13].Gibson a produit jusqu'en 2002 un modèle « Les Paul Gary Moore Signature ». En 2023, Gibson produit de nouveau un modèle similaire désormais appelé "Kirk Hammett "Greeny" 1959 Les Paul Standard"[14].
- Scotty Moore : le premier guitariste et manager de Presley, au rockabilly sublime, a débuté sur ES 295, puis est passé sur L5 et enfin a choisi une Super 400 CES.
- Tak Matsumoto : Guitariste japonais, leader du groupe B'z, il est la 5e personne à qui Gibson créa un modèle signature (une Les Paul).

## O
- Mike Oldfield : Multi-instrumentiste, il utilise plusieurs guitares différentes sur ses albums et en varie au fil de sa carrière. Après son premier album Tubular Bells pour lequel il n'avait qu'une Fender Telecaster, il recourt principalement à la Gibson SG Junior sur ses albums suivants jusqu'au milieu des années 80, sauf pendant quelques années à la fin des années 70 (Incantations, Platinum) où il joue beaucoup de la Gibson Les Paul L6-S[15].

## P

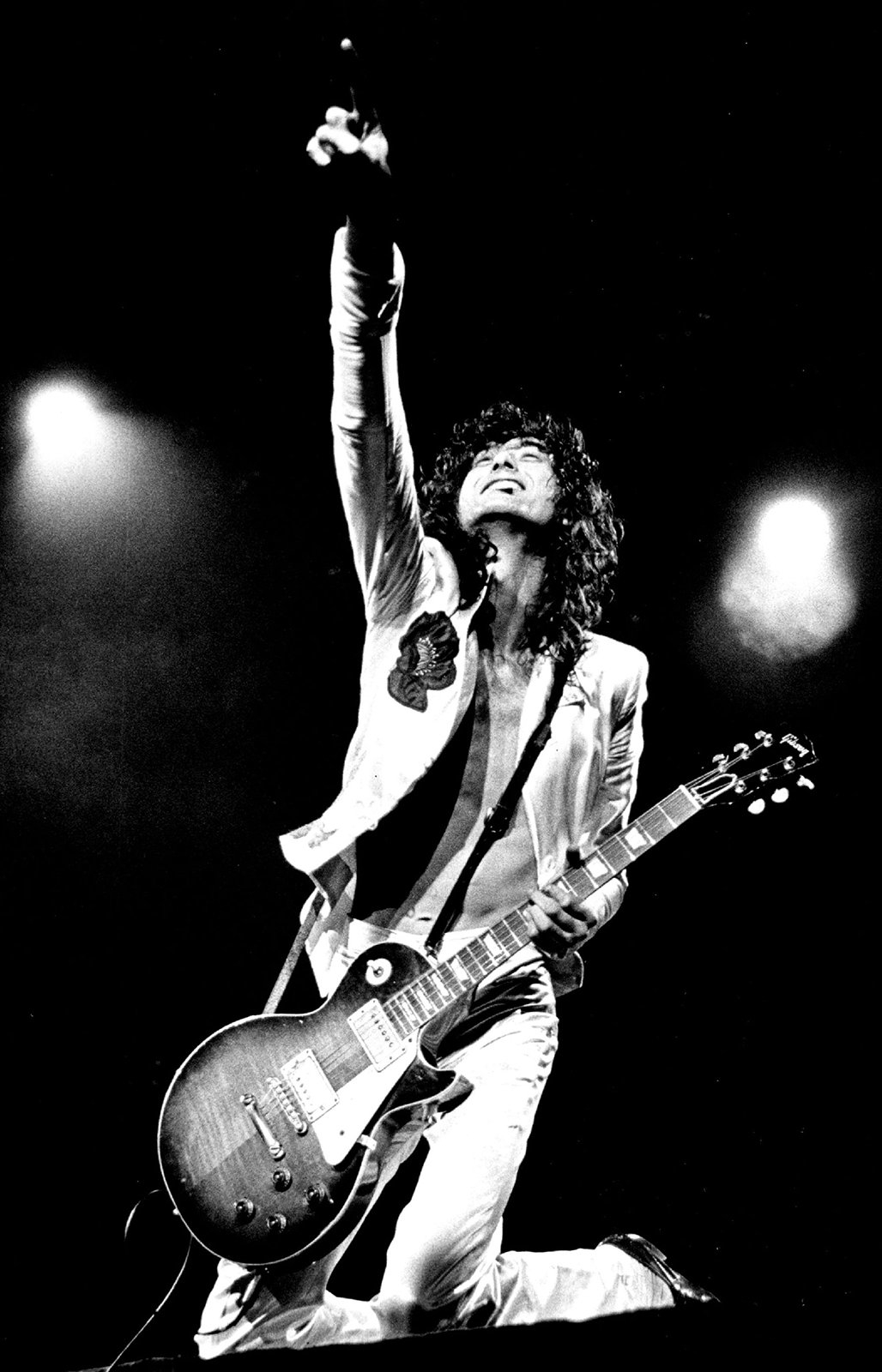
Jimmy Page

- Jimmy Page Jimmy Page : Il utilisa un certain nombre de Gibson au cours de sa carrière : la "No.1", une Les Paul Sunburst de 1959 qu'il utilisa à partir de 1969 pour une grande partie de sa carrière dans Led Zeppelin[16], la "No.2", aussi une Les Paul Sunburst de 1959, une EDS-1275 double manche (12 cordes - 6 cordes) pour les versions live de Stairway to Heaven et une Les Paul Black Beauty de 1960 (volée en 1970 puis retournée en 2016)[17]. Il est le premier à avoir eu une « Les Paul Jimmy Page Signature ». Il ne faut rien voir d'autre ici qu'une opération commerciale, mais le fait que Gibson ait choisi Page en premier est assez significatif. La production de ce modèle a cessé en 1999.
- Les Paul (Lester William Polfus) : Figure emblématique de la guitare, Gibson lui a donné son nom.
- Joe Perry : Il a toujours privilégié les guitares Les Paul. Il a utilisé depuis les années 1970 différents modèles « Junior », « Standard », « Custom ». Gibson a produit dès 1998 un premier modèle « Les Paul Joe Perry Signature » avec une finition noir transparent puis à partir de 2004, un nouveau modèle « Les Paul Joe Perry Boneyard » avec une finition vert transparent. Perry utilise aussi parfois des Gibson SG.
- Paul Personne : Le célèbre bluesman français possède deux Les Paul : une "Standard" et une "Gold". Il a également dans ses rangs plusieurs Gibson SG.
- Paul Landers : Second guitariste du célèbre groupe de métal industriel Rammstein qui avait déjà utilisé une Gibson Les Paul Standard Ebony sur le Reise, Reise Tour avant de préférer les Gibson aux ESP, possède en plus de deux signature ESP, une signature Gibson Paul Landers Ebony Satin.

## R
- Keith Richards : Le guitariste des Rolling Stones a utilisé une multitude de guitares différentes, mais au cours des années 1960, il fut l'un des premiers guitaristes, avec Clapton et Bloomfield, à utiliser de « vieilles » Les Paul. Il a notamment joué sur une Les Paul sunburst munie d'un vibrato Bigsby, ainsi que sur une Les Paul Custom trois micros Black Beauty. Dans les tournées des Rolling Stones des années 1990 et 2000, il a utilisé des Les Paul Junior des années 1950, une TV yellow double cut et une sunburst single cut.
- Mick Ronson : le guitariste emblématique de David Bowie période Ziggy Stardust (1969-1974) et héros du Glam Rock. Sa guitare principale a longtemps été une Les Paul Custom Black Beauty de 1968 dont la table a été poncée, laissant apparaitre le bois clair, qui lui donnait un aspect très caractéristique. Le son de Ronson, quasi unique, provient principalement du couple Marshall Major 200 Watts (ou Fender Champ en studio) à fond et LP Custom avec les potentiomètres de tonalité coupés, ainsi qu'une Cry Baby laissée en position entrouverte.
- Gary Rossington (Lynyrd Skynyrd): Gary Rossington est depuis toujours un fidèle utilisateur des Les Paul, qui sont les seules guitares qu'il ait utilisées avec Lynyrd Skynyrd et le Rossington-Collins Band (seul le Rossington Band le verra sur Washburn). Sa guitare emblématique est une Les Paul de 1959 surnommée Bernice, du nom de Mme Rossington mère. Il en existe une version "reissue" Signature de juillet 2002 : la Rossington Les Paul. À noter que la guitare dont il se sert pour Freebird n'est pas "encore" une SG, mais bien une Les Paul de 1961.
- Hervé Rozoum  : (Trans Europe Express), (Gunslingers), (Nina Hagen), (musicien de studio et d'orchestre) est sous contrat, dans les années 1990 avec le fabricant de guitares Gibson, dont il fait la promotion. Sa guitare principale est une Les Paul Standard munie de deux micros Gibson humbucker de 1959.
- Jimmy Raney: la première partie de sa carrière, dans les années 1950, fut marquée par l'utilisation exclusive d'une Gibson ES-150, ce qui a poussé entre autres des guitaristes comme René Thomas ou Jimmy Gourley à en acquérir une ; à la fin de sa vie, il utilisait une Gibson ES-175.

## S

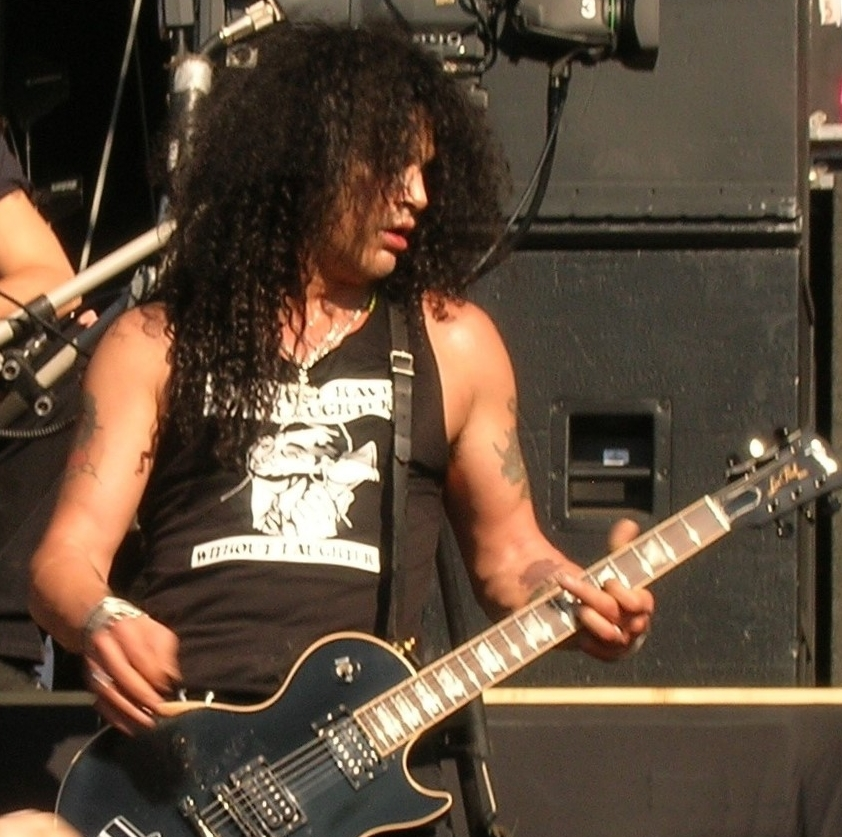
Slash et une de ses Les Paul Standard

- Carlos Santana : Avant d'être sous contrat avec la marque Paul Reed Smith, il a utilisé un certain nombre de guitares différentes, notamment une Gibson L-6S. Au festival de Woodstock, il jouait sur une SG Special avec des P-90.
- Slash : Slash a joué d'innombrables modèles de la Les Paul pour laquelle il a une affection tout particulière, au point d'en être un véritable collectionneur. Le guitariste de Guns N' Roses ainsi que Velvet Revolver a son modèle « Les Paul Slash Signature » produit par Gibson.
- Rudolf Schenker : Le guitariste rythmique du célèbre groupe Scorpions possède une incroyable collection de Flying V (environ 70 exemplaires), dont plusieurs modèles acoustiques.
- Luc Sigui : Luc Sigui a longtemps joué sur une De Armond M75-t, ayant un son à mi-chemin entre un double et un simple; Aujourd'hui, Luc Sigui est plus que conquis par la rondeur du son de la Gibson ES 175, qu'il utilise dans ces différentes tournées, il n'abandonne pas pour autant son premier amour.
- Jesper Strömblad : il utilise beaucoup de Flying V et de Explorer (dont certaine en édition VooDoo) la plupart sont équipées de micro EMG 81/85

## T
- Mick Taylor : adepte de la Les Paul depuis ses débuts, il a aussi joué sur Sunburst sans Bigsby Vibrato (guitare)#Vibrato Bigsby, sur SG et ES-355.
- René Thomas: il a joué quasi toute sa vie sur une Gibson ES-150, qu'il a contribué à mythifier, avant d'opter, à la fin de sa carrière, pour une Gibson ES-175.
- Johnny Thunders : le leader des New York Dolls utilisa principalement plusieurs Les Paul au cours de sa carrière : une Special de 1955 à ses débuts qui sera vite remplacée, pour le live, par la fameuse Les Paul Junior double cut TV yellow de 1958. Il en possèdera deux, la première lui ayant été volée à la fin des années 1970.
- Pete Townshend : Difficile de savoir avec précision si le guitariste de The Who a cassé moins de Les Paul que de SG, ces dernières étant réputées plus fragiles à la jonction du manche et de la caisse, mais aussi sensiblement moins chères à l'achat. Adepte de la SG à la fin des années 1960, il a ensuite presque exclusivement utilisé durant les tournées des années 1970 des Les Paul Deluxe à mini-humbuckers. En 2006, le Gibson Custom Shop a commencé la production en quantité très limitée de trois différents modèles de « Les Paul Deluxe Pete Townshend Signature » dans le style des guitares qu'il utilisait à la fin des années 1970 et un modèle « SG Pete Townshend Signature » interrompu en 2003.
- Glenn Tipton : guitariste du groupe de heavy metal Judas Priest.

## W
- T-Bone Walker : Pionnier du blues électrique dès 1929, grande influence de Chuck Berry, Freddie King et Jimi Hendrix, créateur du classique Stormy Monday, ce guitariste urbain a joué exclusivement sur ES-250, ES-5 ou ES-335.
- Snowy White : Guitariste de rock britannique depuis le milieu des années 1970, qui joue la plupart de ses compositions avec sa célèbre "GoldTop". Il a obtenu un grand succès en 1983 avec « Bird Of Paradise », une ballade langoureuse extraite de son premier album solo.
- Zakk Wylde : Il est difficile d'imaginer Zakk Wylde avec une autre guitare qu'une « Les Paul Custom » personnalisée avec une cosmétique très particulière représentant une cible. Et pourtant on peut l'apercevoir, dans la vidéo de l'une de ses compositions (Loosin' Your Mind), avec une SG. Gibson a produit différents modèles de « Les Paul Zakk Wylde Signature ».
- Ron Wood : Le guitariste des Rolling Stones (et ex Jeff Beck Group et ex Faces) est connu pour utiliser une rare Gibson L-5S parmi d'autres modèles d'autres marques.

## Y
- Angus Young : L'image classique du guitariste lead du groupe AC/DC est celle où il apparait en short de collégien britannique avec une Gibson SG rouge dans les mains. Il a son propre modèle « SG Angus Young Signature ».

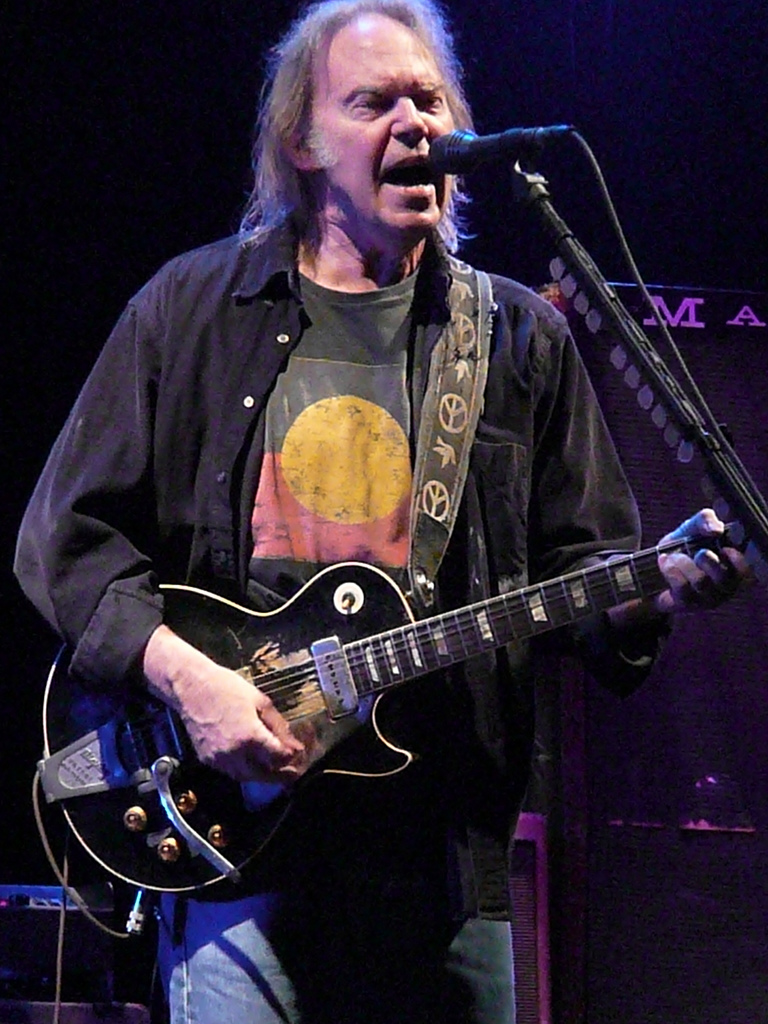
Neil Young et sa Gibson Les Paul sur scène en 2009

- Neil Young et sa Gibson Les Paul sur scène en 2009Neil Young : chanteur/guitariste et soliste hors pair. Sa Les Paul Gibson noire modèle "standard", est très typée grâce à l'ajout du trémolo (vibrato) de marque Bigsby fixé au cordier.

## Z
- Frank Zappa : Lorsque l'on voit des photographies de Zappa avec une guitare, c'est le plus souvent avec une Gibson SG ou une pseudo SG brun clair de luthier, mais il a aussi utilisé abondamment des Les Paul qui, comme toutes ses guitares, étaient très modifiées. Pour répondre aux besoins de son travail en studio, Zappa intégrait de l'électronique (préamplificateur, mixage de sortie, etc.) à ses guitares. Sur une « Goldtop », il avait ajouté un troisième micro single coil de type Fender Stratocaster et un vibrato Bigsby.